# Solanum deflexiflorum
Solanum deflexiflorum är en potatisväxtart som beskrevs av Friedrich August Georg Bitter. Solanum deflexiflorum ingår i släktet skattor som ingår i familjen potatisväxter. Inga underarter finns listade i Catalogue of Life.